# Tutto ciò che serve
Tutto ciò che serve è un singolo della cantante italiana Anna Tatangelo, quinto singolo estratto dal settimo album La fortuna sia con me. Il singolo entra in rotazione radiofonica a partire dal 7 giugno 2019.

## Video musicale
Il videoclip, diretto da Lorenzo Ambrogio, è stato pubblicato il 10 luglio 2019 sul canale Vevo-Youtube della cantante.